# Прислуч (Ровненская область)

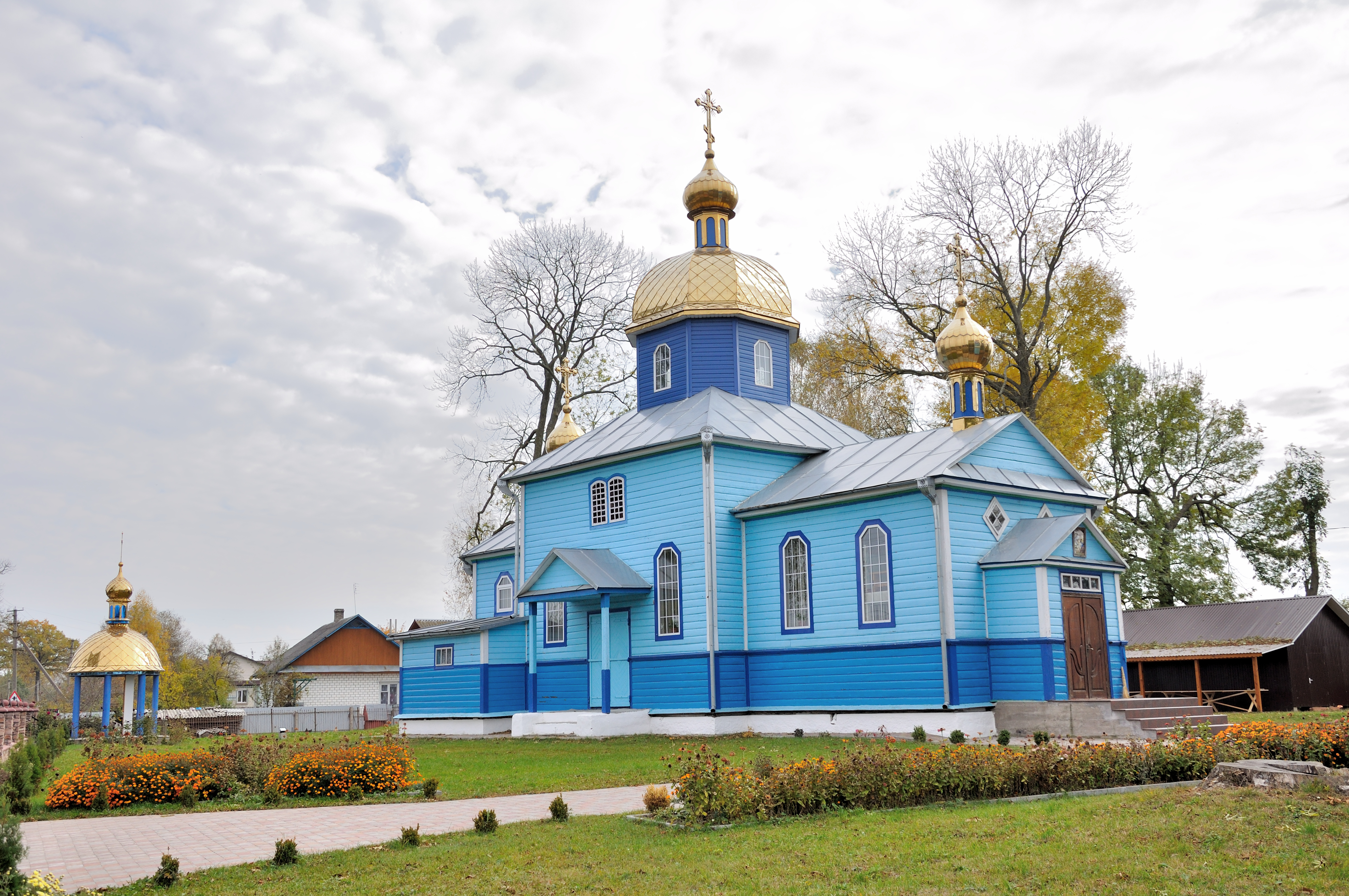
Церковь в селе

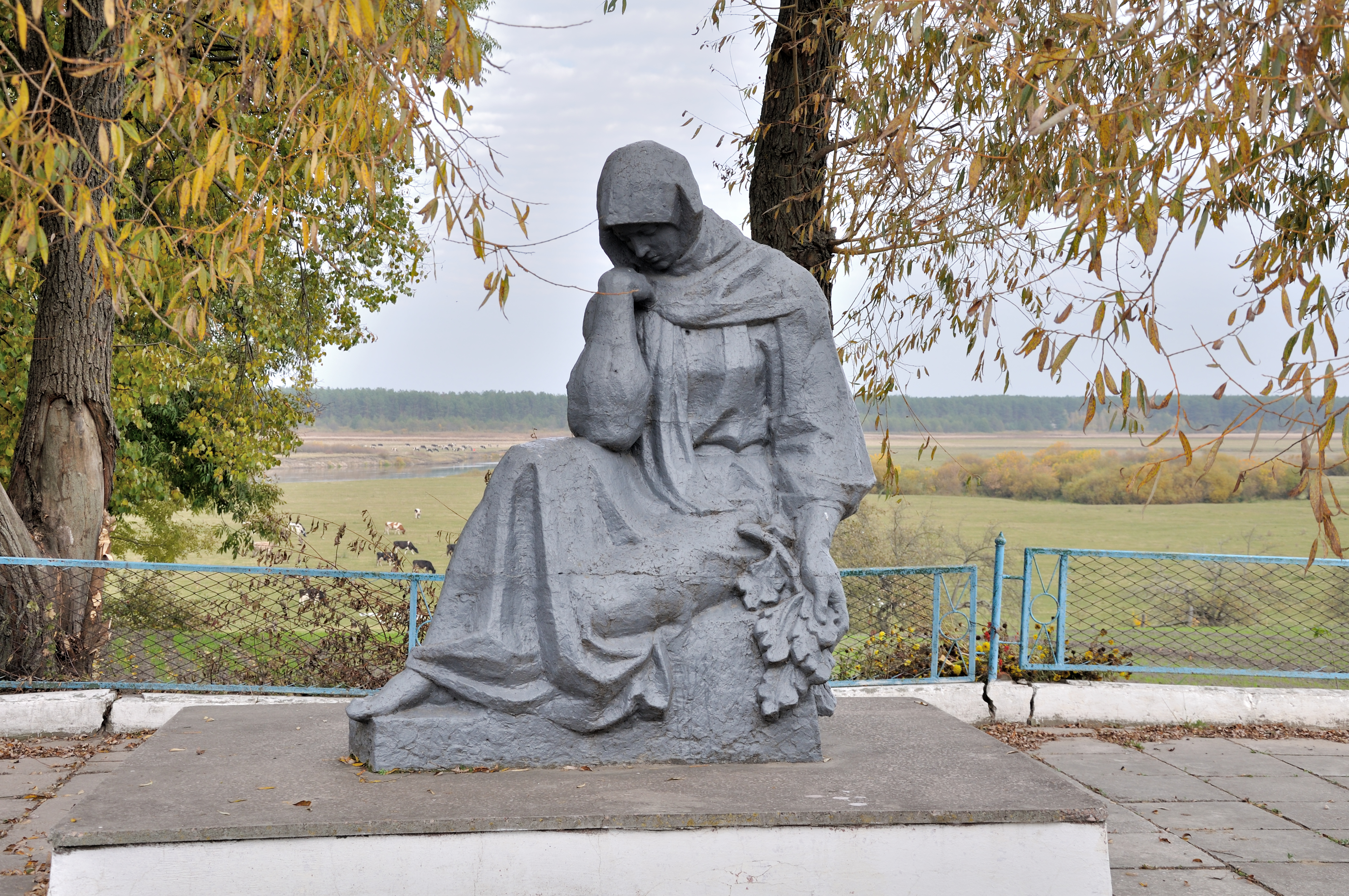
Памятник воинам-землякам, погибшим во Второй мировой войне

Прислуч (укр. Прислуч) — село в Березновской городской общине Ровненского района Ровненской области Украины. Расположено на реке Случь.
До 2020 года входило в Березновский район.
Население по переписи 2001 года составляло 1394 человека. Почтовый индекс — 34642. Телефонный код — 3653. Код КОАТУУ — 5620488301.